# Eduard Escoffet
Eduard Escoffet (Barcelona, 1979) és un poeta, exdirector del festival Barcelona Poesia. Ha practicat diverses vessants de la poesia; tanmateix, recentment s'ha centrat en la poesia sonora i els recitals en directe. A més de la seva participació en l'escena contracultural de Barcelona, també ha presentat la seva obra en diverses ciutats d'Espanya, arreu d'Europa, els Estats Units, la Xina i diverses ciutats de l'Amèrica Llatina.
És cofundador del grup projectes poètics sense títol-propost.org i director del festival PROPOSTA, consagrat a la pràctiques poètiques actuals (Centre de Cultura Contemporània de Barcelona, 2000-2004). Entre 2010 va ser director, juntament amb Martí Sales, de Barcelona Poesia (Festival Internacional de Poesia de Barcelona). Dirigeix el festival Poesia i +, a Caldes d'Estrac, i altres municipis del Maresme. El 2019 va presentar la Fundació Joan Brossa el projecte La xarxa al bosc. Joan Brossa i la poesia experimental, 1946-1980, format per una exposició que es va poder veure a la fundació entre maig i novembre de 2019 i un llibre que va aparèixer el 2020, que incloïa una extensa antologia de poesia visual i concreta i documentació de la mostra.
És coautor de les obres de teatre ¡Wamba va! (2005), amb Gerard Altaió, Josep Pedrals i Martí Sales; Puaj./ecs. (2005), amb Gerard Altaió i Josep Pedrals; i La Belbel Underground (2006), amb Carles Hac Mor i Gerard Altaió. Ha publicat els llibres de poesia Gaire (2012), El terra i el cel (2013) i Menys i tot (2017), a banda del llibre d'artista Estramps amb Evru (2011). El 2018 va aparèixer la traducció al castellà d'El terra i el cel sota el títol Suelo y cielo. Entre 2009 i 2016 va col·laborar amb la banda Bradien, amb qui ha publicat els discos Pols (spa.RK, 2012) i Escala (spa.RK, 2015), produït per Stefan Schneider i amb la col·laboració de Lydia Lunch i Arnaldo Antunes. Actualment, amb Pope forma part del grup Barba Corsini, amb el qual va publicar el disc Un nou incendi (Bankrobber, 2021).